# Sumar i Vet
Sumar (stnord. Sumarr = "ljeto") i Vet (stnord. Vetr = "zima") su u nordijskoj mitologiji božanstva i personifikacije ljeta i zime.
Kad je vrhovni bog Odin pitao mudrog diva Vaftrudnira o ljetu i zimi, div mu je odgovorio:

"Vindsval on je zvan,
Vetov otac,
te Svasud, otac
Sumra."

Sličan je odgovor dobio i kralj Gilfi. Njemu je Visoki rekao:

"Svasud je ime onoga koji je otac ljeta... Ali otac zime ima dva imena, Vindloni i Vindsval. On je sin Vasada."

Nazivi za Sumra su: "sin Svasuda", "ugodnost zmija" i "rast ljudi", dok je Vet opisan kao "sin Vindsvala" i "zmijska smrt".